# Rečkovská lesní dráha

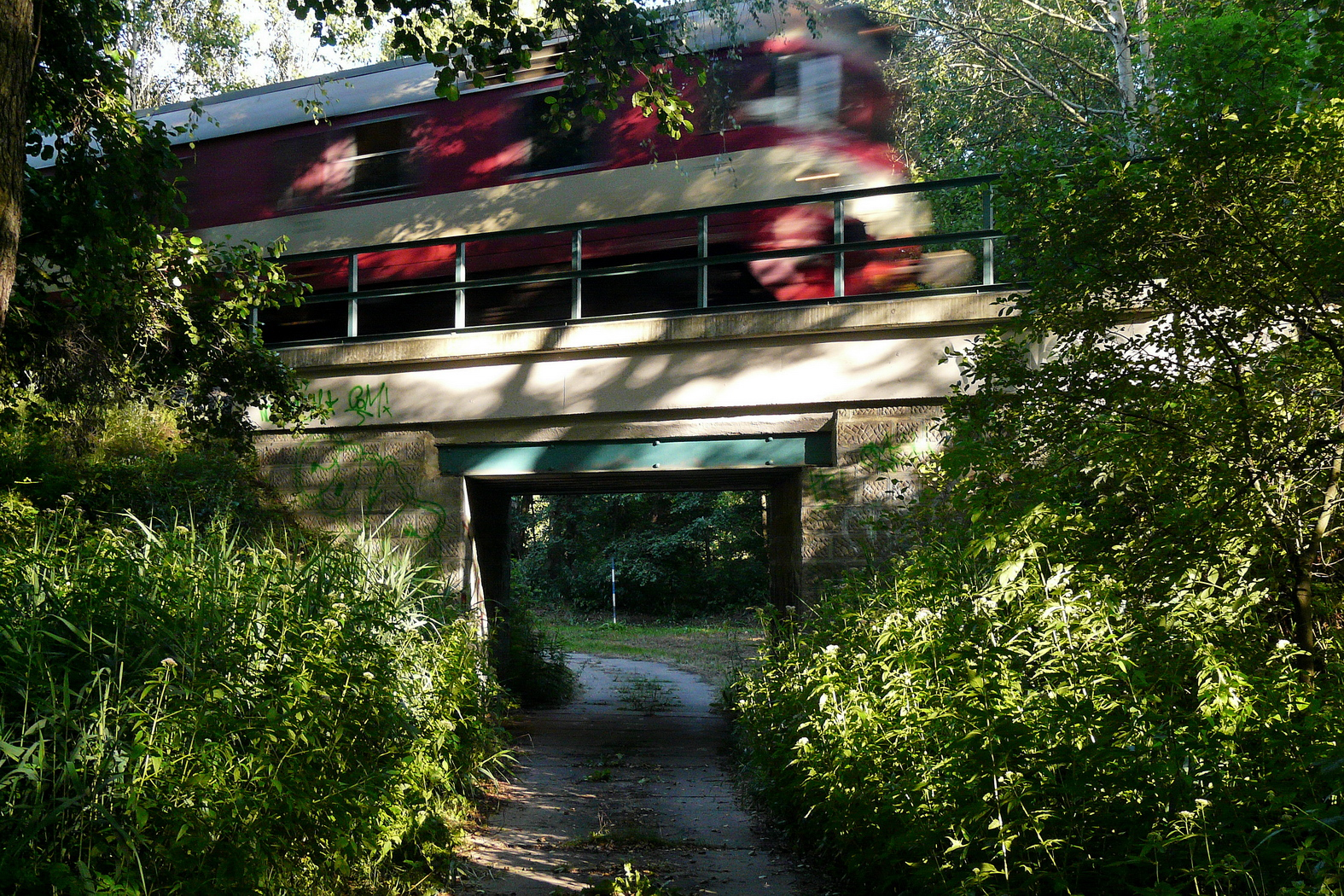
Most železniční trati z Bakova nad Jizerou do Jedlové přes trasu bývalé Rečkovské dráhy

Rečkovská lesní dráha byla necelých 26 km dlouhá úzkokolejná lesní dráha o rozchodu 760 mm v současných okresech Mladá Boleslav a Česká Lípa. Byla založena v roce 1914 a zrušena v roce 1950. Vedla z dodnes existující pily ve Velkém Rečkově u Bakova nad Jizerou do Dlouhé Rokle u Hradčan. Původně plánované prodloužení dráhy skrze Hradčanskou pahorkatinu až do Srní u České Lípy nebylo provedeno.

## Příprava
Na počátku 20. století přivedlo rozsáhlé napadení lesních porostů sosnokazem borovým tehdejšího správce lesů k iniciování výstavby lesní úzkokolejné železnice. Ta měla dopravovat dřevo z lesů v okolí Bezdězu do Rečkova. Roku 1913 získala firma Orenstein & Koppel právo na přípravu projektu i realizaci včetně dodání vozů i lokomotivy. Majiteli dráhy byli Valdštejnové, kteří trať i těžební právo pronajímali. V roce 1914 vyjely na trať první soupravy. V roce 1925 byl dostavěn poslední úsek a celá trať se prodloužila na konečných 25,96 km.

## Trasa

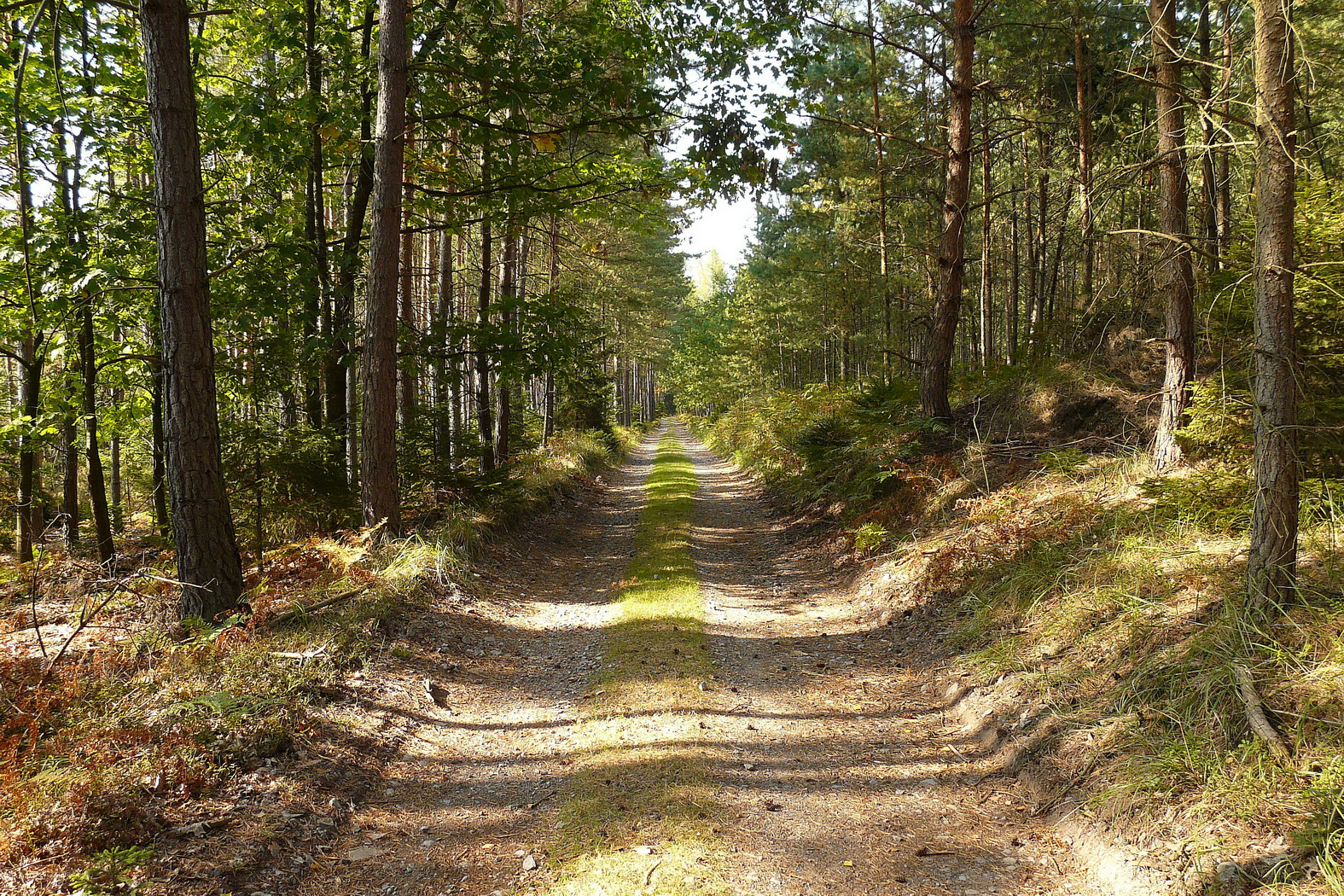
Lesní cesta (bývalá Rečkovská dráha) kolem Kozího hřbetu – směr od pily

Dráha po začátku od rečkovské pily vedla údolím říčky Bělé souběžně s železniční tratí Bakov nad Jizerou – Jedlová, kterou poté podjížděla (u tohoto podjezdu je dnes NPP Klokočka). Hned poté natrvalo vstoupila do rozsáhlého polesí, dnes vedeného jako Lesnický park Bezděz a stoupala Černou roklí pod Zadní Kozinec, kde tvořila esíčko. Dále pokračovala téměř v přímém směru kolem Kozího hřbetu a křižovala silnicí Bělá pod Bezdězem – Dolní Krupá. První zastávka – vlečkové nákladiště bylo západně od Radechova. Pak se dráha začala více klikatit a následovalo křižování se silnicí Bělá pod Bezdězem – Kuřívody. Dále zpovzdálí (zleva) sledovala Mariánskou cestu. Druhá nákladová zastávka byla v zaniklé osadě Strážov. Poté dráha míjela Zlatý vrch a Malou Bukovou a křižovala silnici Mimoň – Doksy u hájovny Trojzubec. Končila asi 200 metrů za touto silnicí v Dlouhé rokli u Hradčan.

## Technika
První parní lokomotivou byla dvojspřežní tendrovka vyrobená v Linci (firma Krauss), druhá později zakoupená lokomotiva byla tříspřežní tendrovka z Prahy-Vysočan (firma Orenstein & Koppel). Dále byla v provozu motorová lokomotiva od výrobce z Lembergu (Lvov). Vozíky byly propojeny naloženým dřevem a jištěny pouze řetězy.  Z počátku měl každý vlak 3 brzdaře, později jen jednoho. Během 1. světové války se zapřahali i koně. Na trati bylo jen několik výhyben, proto délka vlaku i s lokomotivou nesměla přesáhnout 150 metrů. Na trase byla tři vodní čerpadla, na rečkovské pile, pak u Radechova a na konci v Dlouhé rokli. Zajímavostí byla protipožární šlapací drezína, jejíž posádka musela plácačkami likvidovat  vznikající požár z létajících jisker od lokomotivy. Pro případy exkurzí (školní výlety) a dopravu dělníků bylo používáno upravených vozíků s lavicemi.

## Vývoj
V dobách největší slávy na přelomu dvacátých a třicátých let 20. století po trati jezdily až 4 páry vlaků denně a úzkokolejka dokázala přepravit za rok až 120 000 m³ surového dřeva. V době krize provoz slábl. Po 2. světové válce v roce 1947 se většina dráhy ocitla ve vojenském prostoru Ralsko a ten samý rok rečkovská pila vyhořela, což po následném znárodnění přineslo zánik dráhy k roku 1950. Zařízení bylo rozebráno, zčásti posláno podobným drahám na Slovensko, do oceláren v Ostravě a zbytek neznámo kam.
V současnosti lze najít budovu pily a těleso trati, které bylo přeměněno na lesní cestu. Vzhledem ke zpřístupnění bývalého vojenského prostoru lze projít (projet) celou trasu lesní železnice.